# Divisione Nazionale 1936-1937 (pallacanestro maschile)
La Divisione Nazionale 1936-1937 è stata la diciassettesima edizione del massimo campionato italiano di pallacanestro maschile. La vittoria valeva due punti, la sconfitta uno. 
Erano 16 le squadre iscritte al campionato, divise per l'ultima volta in due gironi, essendo stata decisa dalla FIP nella massima serie l'istituzione di un girone unico a 8 squadre. Oltre le 13 squadre aventi diritto dalla stagione precedente, vengono ammesse il GUF Firenze e la SS Lazio Roma (per meriti sportivi) e la Sciesa Milano. La Ginnastica Triestina riprende la propria denominazione originaria (l'anno precedente giocò come GUF Trieste). 
Le vincitrici dei due gironi si sfidavano per assegnare lo scudetto, in due partite di andata e ritorno, vinto per la seconda volta, dal Dopolavoro Borletti Olimpia di Milano contro il Dop.La Filotecnica di Milano. Mentre per la qualificazione alla massima serie nazionale della successiva stagione (a girone unico a 8 squadre), le quarte e quinte classificate si incrociavano in uno spareggio a partita secca. Tutte le rimanenti squadre retrocedevano in Prima Divisione Nazionale. Verdetto del campo che fu modificato da una rinuncia (Ginnastica Roma, ripescando il Padova) e due ripescaggi (Lazio e GUF Firenze) in seguito all'allargamento della massima serie a 10 squadre.

## Campionato

### Girone A

#### Classifica
|  |    | Classifica finale 1936-1937 | Pt | G  | V  | P  | PtF | PtS |
|  | -- | --------------------------- | -- | -- | -- | -- | --- | --- |
|  | 1. | Dop.Borletti Olimpia Milano | 28 | 14 | 14 | 0  | 622 | 343 |
|  | 2. | Ginnastica Triestina        | 26 | 14 | 12 | 2  | 415 | 250 |
|  | 3. | Ginnastica Roma             | 23 | 14 | 9  | 5  | 443 | 335 |
|  | 4. | Sciesa Milano               | 21 | 14 | 7  | 7  | 430 | 405 |
|  | 5. | GUF Padova                  | 21 | 14 | 7  | 7  | 324 | 371 |
|  | 6. | GUF Firenze                 | 18 | 14 | 4  | 10 | 297 | 416 |
|  | 7. | GUF Bologna                 | 16 | 14 | 2  | 12 | 330 | 526 |
|  | 8. | GUF Torino                  | 15 | 14 | 1  | 13 | 284 | 499 |

#### Risultati
| Risultati       | BorMI | TS    | RM    | SciMI | PD    | FI    | BO    | TO    |
| --------------- | ----- | ----- | ----- | ----- | ----- | ----- | ----- | ----- |
| Borletti Milano |       | 38-19 | 42-24 | 50-35 | 54-23 | 48-27 | 47-24 | 66-22 |
| S.G. Triestina  | 21-23 |       | 30-19 | 36-16 | 23-16 | 29-11 | 36-6  | 26-4  |
| S.G. Roma       | 20-24 | 26-27 |       | 35-24 | 35-17 | 45-12 | 40-18 | 39-21 |
| Sciesa Milano   | 40-50 | 30-35 | 34-28 |       | 30-15 | 23-19 | 39-26 | 38-17 |
| GUF Padova      | 23-31 | 14-18 | 14-20 | 29-20 |       | 28-17 | 27-25 | 28-22 |
| GUF Firenze     | 22-39 | 17-35 | 21-33 | 25-24 | 20-23 |       | 26-21 | 19-25 |
| GUF Bologna     | 23-54 | 18-44 | 29-44 | 17-40 | 33-41 | 26-32 |       | 34-28 |
| GUF Torino      | 20-56 | 12-36 | 22-35 | 23-37 | 23-26 | 17-29 | 28-30 |       |

### Girone B

#### Classifica
|  |    | Classifica finale 1936-1937        | Pt | G  | V  | P  | PtF | PtS |
|  | -- | ---------------------------------- | -- | -- | -- | -- | --- | --- |
|  | 1. | Filotecnica Milano                 | 26 | 14 | 12 | 2  | 502 | 326 |
|  | 2. | Virtus Bologna                     | 25 | 14 | 11 | 3  | 505 | 327 |
|  | 3. | GUF Pavia                          | 23 | 14 | 9  | 5  | 358 | 390 |
|  | 4. | Reyer Venezia                      | 22 | 14 | 8  | 6  | 447 | 383 |
|  | 5. | Pallacanestro Napoli               | 20 | 14 | 6  | 8  | 323 | 334 |
|  | 6. | Lazio Roma                         | 20 | 14 | 6  | 8  | 425 | 401 |
|  | 7. | GUF Pisa                           | 17 | 14 | 3  | 11 | 281 | 413 |
|  | 8. | Reale Società Ginnastica di Torino | 15 | 14 | 1  | 13 | 296 | 563 |

#### Risultati
| Risultati                          | FilMI | BO    | PV    | VE    | NA    | RO    | PI    | TO    |
| ---------------------------------- | ----- | ----- | ----- | ----- | ----- | ----- | ----- | ----- |
| Filotecnica Milano                 |       | 40-31 | 56-27 | 43-22 | 40-20 | 36-25 | 42-13 | 51-11 |
| Virtus Bologna                     | 30-32 |       | 47-18 | 36-34 | 38-21 | 34-25 | 33-13 | 49-18 |
| GUF Pavia                          | 18-31 | 19-16 |       | 28-26 | 24-15 | 31-30 | 25-21 | 36-21 |
| Reyer Venezia                      | 26-22 | 25-31 | 30-36 |       | 26-18 | 34-32 | 42-26 | 48-15 |
| Pallacanestro Napoli               | 14-22 | 17-34 | 29-14 | 20-33 |       | 26-20 | 24-17 | 39-13 |
| Lazio Roma                         | 41-20 | 28-36 | 28-32 | 31-26 | 22-16 |       | 38-15 | 41-28 |
| GUF Pisa                           | 26-36 | 16-34 | 19-18 | 19-26 | 13-29 | 24-27 |       | 36-18 |
| Reale Società Ginnastica di Torino | 22-31 | 21-56 | 21-32 | 26-49 | 18-35 | 43-37 | 21-23 |       |

## Spareggi per la qualificazione alla massima serie nazionale
| Napoli 4 marzo 1937 | Pallacanestro Napoli | 2 – 0 [mancata presentazione referto] | Sciesa Milano |  |

| Napoli 4 marzo 1937 | Reyer Venezia | 2 – 0 [mancata presentazione referto] | GUF Padova |  |

## Finale scudetto
|  | Finale 21 marzo 1937 - 4 aprile 1937 |                                  |                                  |                                  |                                  |    |    |  |
|  |                                      |                                  |                                  |                                  |                                  |    |    |  |
|  | Dop.Borletti Olimpia Milano          | Dop.Borletti Olimpia Milano      | Dop.Borletti Olimpia Milano      | Dop.Borletti Olimpia Milano      | Dop.Borletti Olimpia Milano      | 44 | 40 |  |
|  | Dopolavoro La Filotecnica Milano     | Dopolavoro La Filotecnica Milano | Dopolavoro La Filotecnica Milano | Dopolavoro La Filotecnica Milano | Dopolavoro La Filotecnica Milano | 29 | 26 |  |

## Verdetti
- Campione d'Italia:  Borletti Milano

Formazione: Egidio Bianchi, Davide Bottasini, Franco Brusoni, Enrico Castelli, Ezio Conti, Emilio Giassetti, Camillo Marinone, Sergio Paganella. Allenatore: Giannino Valli.
- Retrocesse in serie B: GUF Bologna, GUF Torino, GUF Pisa, Reale Società Ginnastica di Torino, Sciesa Milano.
- Ripescate per meriti sportivi:Lazio Pallacanestro, GUF Padova
- Ripescata GUF Firenze per rinuncia della Ginnastica Roma